# Bransouze
Bransouze är en ort i Tjeckien.   Den ligger i regionen Vysočina, i den centrala delen av landet, 130 km sydost om huvudstaden Prag. Bransouze ligger 430 meter över havet och antalet invånare är 273.
Terrängen runt Bransouze är huvudsakligen platt, men söderut är den kuperad. Bransouze ligger nere i en dal. Runt Bransouze är det tätbefolkat, med 683 invånare per kvadratkilometer. Närmaste större samhälle är Jihlava, 15,6 km nordväst om Bransouze. Trakten runt Bransouze består till största delen av jordbruksmark.